# 南昌大学江西医学院
南昌大学江西医学院（南昌大学医学部），原江西医学院，2005年8月与南昌大学合并后改称南昌大学医学院。2014年，南昌大学实施医学教育管理体制改革，学院对内冠名为南昌大学医学部，对外冠名为南昌大学江西医学院。

## 简介
江西医学院创办于1921年。2005年8月合并入南昌大学，更名为南昌大学医学院。学院现有东湖校区、前湖校区（占地862亩）和抚州医学院（占地271亩）等3个校区。

## 学院历史
- 1921年：江西公立医学专门学校
- 1927年2月：江西中山大学医学部
- 1927年8月：江西省立医学专门学校
- 1931年：江西省立医学专科学校
- 1952年：江西省医学院
- 1953年：江西医学院（1958年，中国人民解放军第八军医学校并入）
- 1969年：江西医科大学（江西中医学院并入）
- 1972年：江西医学院（江西中医学院迁出）
- 2005年：南昌大学医学院（并入南昌大学）
- 2014年：南昌大学实施医学教育管理体制改革，学院对内冠名为南昌大学医学部，对外冠名为南昌大学江西医学院。

## 学科、学会、实验室
省级重点学科11个，省级医学领先专业16个，国家干细胞工程技术研究中心江西分中心，国家级临床药理基地1个，省级重点实验室2个，研究所（室）22个，省级学会挂靠43个。

## 院系专业

### 二级学院设置
- 基础医学院
- 公共卫生学院
- 药学院
- 护理学院
- 第一临床医学院
- 第二临床医学院
- 第三临床医学院
- 康复学院（第四临床医学院）
- 口腔医学院
- 眼视光学院
- 儿科医学院
- 焕奎书院
- 玛丽女王学院（与伦敦玛丽女王大学合办）
- 临床医学实验中心
- 生物医学测试中心

### 普通本科专业
临床医学、预防医学、医学影像学、医学检验学、麻醉学、口腔医学、药学、药学（临床药学、药品营销）、护理学、护理学（涉外护理）、应用心理学、医学法学、医学英语、生物医学工程、信息管理与信息系统、卫生事业管理。

### 研究生专业
中国首批获得硕士、学士学位授予权的单位之一，现有硕士学位授予点36个。1998年被国务院学位委员会批准为博士学位授予单位，现有一级博士点两个（外科学 、内科学） 二级博士点九个：内科学（心血管病、血液病、呼吸系病、消化系病、内分泌与代谢病、肾病、风湿病、传染病）和外科学（烧伤外科）。

### 普通专科
临床医学、护理学、口腔医学、麻醉学、医学影像学和药学（药品营销） 。

### 高职专业
护理学、药学（药品营销）、医学影像技术、卫生信息管理、口腔工艺技术。

## 附属医院

### 直属附属医院
- 南昌大学第一附属医院（南昌大学第一临床医学院）（相关报道）
- 南昌大学第二附属医院（南昌大学第二临床医学院）
- 南昌大学附属康复医院（南昌大学第四附属医院）（南昌大学康复学院）（南昌大学第四临床医学院）（原南昌铁路医院）
- 南昌大学附属口腔医院（江西省口腔医院）（南昌大学口腔医学院）
- 南昌大学附属眼科医院（江西省眼科医院）（南昌大学眼视光学院）

### 非直属附属医院
- 南昌市第一医院（南昌大学第三附属医院）（南昌大学第三临床医学院）[2]
- 中国人民解放军联勤保障部队第九〇八医院（南昌大学附属长城医院）[3]
- 江西省精神病院（南昌大学附属精神病院）[3]
- 江西省皮肤病专科医院（南昌大学附属皮肤病医院）[3]
- 南昌市第九医院（南昌大学附属感染病医院）[3]
- 南昌三三四医院（南昌大学附属三三四医院）[3]
- 江西省人民医院（南昌大学附属人民医院）（南昌大学人民临床医学院）[4]
- 江西省肿瘤医院（南昌大学附属肿瘤医院）[5]
- 江西省妇幼保健院（南昌大学附属妇幼保健院）[5]
- 江西省胸科医院（南昌大学附属胸科医院）[5]
- 赣州市人民医院（南昌大学附属赣州医院）[3]
- 上饶市人民医院（南昌大学附属上饶医院）[3]（原南昌铁路局中心医院所属上饶医院）
- 鹰潭市人民医院（南昌大学附属鹰潭医院）[3]（原南昌铁路局中心医院所属鹰潭医院）
- 九江市第一人民医院（南昌大学附属九江医院）[6]
- 新余精神病医院（南昌大学萍乡医院新余分院）（南昌大学新余精神病院）[7]
- 新余市人民医院（南昌大学附属新余医院）（2015年12月移交新余市政府）[8]
- 萍乡市第四人民医院（南昌大学萍乡医院）（南昌大学萍乡口腔医院）（原南昌铁路局中心医院所属萍乡医院，2016年与萍乡市第三人民医院合并，保留萍乡市第三人民医院、安源区人民医院、南昌大学萍乡口腔医院的牌子）[9]
- 抚州市第一人民医院（南昌大学第五附属医院）[10]
- 江西鄱阳湖医院（南昌大学抚州医学院附属鄱阳湖医院）[11]
- 南昌大学抚州医学院附属口腔医院

## 其它教学医院
江西省人民医院，江西省儿童医院，江西省妇幼保健院，江西省胸科医院（江西省第三人民医院）、台州市立医院，深圳市南山人民医院，中国人民解放军第九四医院等共九所。另在省内外设有85所教学实习医院（基地）。

## 出版物
《江西医学院学报》、《实用临床医学》、《江西医学院报》。